# David Palmer (squash)
Pour les articles homonymes, voir David Palmer et Palmer.
David Palmer, né le 28 juin 1976 à Lithgow dans la Nouvelle-Galles du Sud, est un joueur professionnel de squash représentant l'Australie. Il est champion du monde en 2002 et 2006 et il atteint le premier rang mondial au cours de l'année 2001, puis à nouveau durant l'année 2006.
Très connu pour sa combativité, ses fans et les autres joueurs du circuit PSA (Professional Squash Association) le surnomment "The Marine" (Le Marine en français, en référence aux soldats américains de l'United States Marine Corps faisant des entraînements physiques très intensifs).
Il prend sa retraite en novembre 2011 lors des championnats du monde après son match contre l'Égyptien Karim Darwish en quarts de finale après un match contre un Français de la même génération, Thierry Lincou.
À la sortie de son match, le public du théâtre de Rotterdam, lieu d'accueil de la compétition, lui réserve une ovation debout afin de lui dire adieu.
Il est ambassadeur de la marque canadienne de squash Black Knight.

## Palmarès
- Meilleur Classement individuel Squash : 1er
- Championnats du monde :
  - Vainqueur : 2002 et 2006.
  - Finaliste : 2005.
- British Open :
  - Vainqueur : 2001, 2003, 2004 et 2008.
- Open de Hong Kong :
  - Vainqueur : 2001.
- US Open :
  - Vainqueur : 2002
  - Finaliste : 2 finales (2003, 2005)
- PSA Masters : 
  - Finaliste : 2001
- Open de Colombie : 
  - Vainqueur : 2009
- Kuwait PSA Cup : 
  - Vainqueur : 2005
- Australian Open : 
  - Vainqueur : 2008
  - Finaliste : 2005, 2006
- Qatar Classic : 
  - Finaliste : 4 finales (2001, 2002, 2005, 2006)
- Open de Dayton
  - Finaliste : 2008
- Canadian Classic : 
  - Finale : 2 finales (2003, 2007)
- Motor City Open : 
  - Vainqueur : 2000
  - Finaliste : 1999
- Canary Wharf Squash Classic :
  - Vainqueur : 2009
- Bluenose Classic : 
  - Vainqueur : 2009
- Open des Bermudes de squash
  - Finaliste : 2004
- Open de Suède : 
  - Vainqueur : 2007
- Open de Pittsburgh : 
  - Finaliste : 1999
- Championnats du monde par équipes : 2 titres (2001, 2003)